# Sportåret 1987

## Händelser

### Amerikansk fotboll
- New York Giants besegrar Denver Broncos med 39–20 i Super Bowl XXI.  (Final för 1986).

#### NFL:s slutspel för 1987

##### NFC (National Football Conference)
- Lagen seedades enligt följande
  - 1 San Francisco 49ers
  - 2 Chicago Bears
  - 3 Washington Redskins
  - 4 New Orleans Saints (Wild Card)
  - 5 Minnesota Vikings (Wild Card)
- Omgång I (Wild Cards)
  - Minnesota Vikings besegrar New Orleans Saints med 44–10
- Omgång II
  - Washington Redskins besegrar Chicago Bears med 21–17
  - Minnesota Vikings besegrar San Francisco 49ers med 36–24
- Omgång III
  - Washington Redskins besegrar Minnesota Vikings med 17–10 i NFC-finalen

##### AFC (American Football Conference)
- Lagen seedades enligt följande
  - 1 Denver Broncos
  - 2 Cleveland Browns
  - 3 Indianapolis Colts
  - 4 Houston Oilers (Wild Card)
  - 5 Seattle Seahawks (Wild Card)
- Omgång I (Wild Cards)
  - Houston Oilers besegrar Seattle Seahawks 23–20 (I första förlängningsperioden)
- Omgång II
  - Cleveland Browns besegrar Indianapolis Colts med 38–21
  - Denver Broncos besegrar Houston Oilers med 34–10
- Omgång III
  - Denver Broncos besegrar Cleveland Browns med 38–33  i AFC-finalen

### Badminton
- 24 maj – Världsmästerskapen avgörs i Peking.[1]

### Bandy
- 8 februari – Sverige vinner världsmästerskapet i Sverige genom att finalbesegra Finland med 7–2.[2]
- 21 mars – IF Boltic blir svenska dammästare genom att finalslå Stångebro BK med 14–3 på Söderstadion i Stockholm.[3]
- 22 mars – IFK Motala blir svenska herrmästare genom att finalslå IF Boltic med 3–2 i sudden death på Söderstadion i Stockholm.[4][5]
- 15 november – HK Jenisej Krasnojarsk vinner Europacupen i Motala.[6]

### Baseboll
- 25 oktober – American League-mästarna Minnesota Twins vinner World Series med 4–3 i matcher över National League-mästarna St. Louis Cardinals.[7]

### Basket
- 12 april – Södertälje BBK blir svenska mästare för herrar genom att finalslå Alviks BK med 3–1 i matcher.[1]
- 13 april – Solna IF blir svenska mästare för damer genom att finalslå Visby AIK med 3–0 i matcher.[1]
- 14 juni
  - Grekland vinner herrarnas Europamästerskap genom att finalslå Sovjet med 103–101 i Aten.[8]
  - Los Angeles Lakers vinner NBA-finalserien mot Boston Celtics.[9]
- 11 september – Sovjet vinner damernas Europamästerskap genom att finalslå Jugoslavien med 83–73 i Spanien.[10]

### Bordtennis
- 3–4 februari – Desmond Douglas, Storbritannien vinner herrklassen och Csilla Bartofi, Ungern vinner damklassen vid Europa Top 12 i Basel.[1]
- 18 februari–1 mars – Världsmästerskapen avgörs i New Delhi.[1]
- Jan-Ove Waldner blir silvermedaljör vid VM i bordtennis.
- Glenn Östh utses till svenska bordtennislandslagets förbundskapten.

### Boxning
- 2 mars – Svenska amatörmästerskapen avslutas i Eriksdalshallen i Stockholm, och domineras av Djurgårdens IF.[1]
- 7 mars – 20-årige Mike Tyson, USA, besegrar James Smith, USA, med domarrösterna 3–0 i Las Vegas, och erövrar WBA:s världsmästartitel.[1]
- 28 mars – Lillen Eklund, Sverige, besegrar Alfredo Evangelista, Spanien, på KO i Köpenhamn, och återerövrar Europamästartiteln.[1]
- 6 april – Ray Leonard, USA, besegrar Mike Tyson, USA, i Las Vegas, och erövrar världsmästartiteln i mellanviktsboxning.[1]
- 31 maj – Mike Tyson, USA, besegrar Pinklon Thomas, USA, i Las Vegas, och behåller därmed världsmästartiteln i professionell tungviktsboxning.[1]
- 1 augusti – WBC- och WBA-världsmästaren Mike Tyson, USA, besegrar IBC-världsmästaren Tony Tucker, USA, i Las Vegas, och blir därmed oomstridd världsmästare i professionell tungviktsboxning.[1]
- 8 oktober – Francesco Damiani, Italien besegrar Lillen Eklund, Sverige, i Aosta, och återerövrar Europamästartiteln.[1]
- 16 oktober – Mike Tyson, USA, besegrar Tyrell Biggs, USA, i Atlantic City, och behåller därmed världsmästartiteln i professionell tungviktsboxning.[1]

### Bowling
- 4–13 juni – Sverige blir bästa nation vid amatörvärldsmästerskapen i Helsingfors.[1]

### Brottning
- Tomas Johansson blir silvermedaljör i 130 kilos-klassen vid EM.

### Curling
- 6 april – Kanada vinner världsmästerskapet för herrar före Västtyskland och Norge.[1]
- Kanada vinner världsmästerskapet för damer i Lake Forest före Västtyskland och Schweiz.[1]
- 12 december – Sverige vinner Europamästerskapet för herrar i Oberstdorf genom att finalslå Norge med 5–4.[1]
- Västtyskland vinner Europamästerskapet för damer i Oberstdorf genom att finalslå Sverige med 7–6.[1]

### Cykel
- 13 juni – Stephen Roche, Irland, vinner Giro d'Italia.[1]
- 16 juni – 36-årige Gerrie Knetemann, Nederländerna, vinner Postgirot Open.[1]
- 26 juli – Stephen Roche, Irland, vinner Tour de France[1]
- 26 juli–2 augusti – Svenska mästerskapen avgörs i Tidaholm.[1]

- Stephen Roche, Irland, vinner herrarnas landsvägslopp i VM.
- Luis Herrera, Colombia, vinner Vuelta a España

### Fotboll
- 13 maj – AFC Ajax vinner Europeiska cupvinnarcupen genom att besegra 1. FC Lokomotive Leipzig med 1–0 i finalen på Olympiastadion i Aten.[11]
- 16 maj – Coventry City FC vinner FA-cupfinalen mot Tottenham Hotspur FC med 3–2 efter förlängning på Wembley Stadium.[12]
- 20 maj – IFK Göteborg vinner UEFA-cupen genom att besegra Dundee United FC i finalerna.[11]
- 27 maj – FC Porto vinner Europacupen för mästarlag genom att besegra FC Bayern München med 2–1 i finalen på Praterstadion i Wien.[11]
- 14 juni – Norge vinner Europamästerskapet för damer efter finalvinst mot Sverige med 2–1 i Oslo.[13]
- 28 juni – Kalmar FF vinner Svenska cupen för herrar genom att finalslå GAIS med 2–0 i Solna.[14]
- 12 juli – Uruguay vinner Copa América genom att vinna finalen mot Chile med 1–0 i Buenos Aires.[15]
- Okänt datum – Öxabäcks IF vinner Svenska cupen för damer genom att finalslå Jitex BK med 2–0.[16]
- Okänt datum – Ruud Gullit, Nederländerna, utses till Årets spelare i Europa.
- Okänt datum – Carlos Valderrama, Colombia, utses till Årets spelare i Sydamerika av tidningen El Mundo.
- Okänt datum – Carlos Valderrama, Colombia, utses till Årets spelare i Sydamerika av tidningen El País.
- Okänt datum – Rabah Madjer, Algeriet, utses till Årets spelare i Afrika.

#### Ligasegrare / resp. lands mästare
- Belgien – RSC Anderlecht
- England – Everton FC
- Frankrike – FC Girondins de Bordeaux
- Italien – SSC Napoli
- Nederländerna – PSV Eindhoven
- Skottland – Rangers FC
- Portugal – SL Benfica
- Spanien – Real Madrid CF
- Sverige – IFK Göteborg
- Västtyskland – FC Bayern München

### Friidrott
- 1 februari
  - Patrik Sjöberg, Sverige, sätter världsrekord i höjdhopp för herrar inomhus med 2,41 meter i Pireus.[1]
  - Två svenska inomhusrekord noteras på herrsidani Stuttgart. Ronny Olsson springer 800 meter på 1.46.77 minuter, och Johnny Kroon springer 1 500 meter  på 3.41.26 minuter.[1]
- 6–8 februari – Inomhusvärldsmästerskapen avgörs i Indianapolis. Fem världsrekord noteras.[1]
- 17 mars – Sergej Bubka, Sovjet, noterar nytt inomhusvärldsrekord i stavhopp för herrar då han hoppar 5.97 meter i Turin.[1]
- 5 april – Dag Wennlund noterar svenskt herrekord i spjutkastning då spjutet flyger 82.64 meter i Austin.[1]
- 10 maj – Dagbladsstafetten avgörs på Djurgården i Stockholm.[1]
- 30 maj – Kevin Foster, Storbritannien, vinner herrklassen i Stockholm Marathon medan Evy Palm, Sverige vinner damklassen.[1]
- 4 juni – Då Danny Harris, USA, vinner i Madrid får Edwin Moses, USA, stryk på 400 meter häck för första gången sedan 1977.[1]
- 7 juni – Amatör-Europamästerskapen i Turin avslutas.[1]
- 23 juni – Sergej Bubka, Sovjet, noterar nytt världsrekord i stavhopp för herrar då han hoppar 6,03 meter vid GP-tävlingar i Prag.[1]
- 30 juni – Patrik Sjöberg, Sverige, sätter även nytt världsrekord i höjdhopp för herrar utomhus med 2,42 meter i Stockholm
- 16 juli – Saïd Aouita, Marocko, noterar världsrekord på herrarnas 2 000 meter löpning i Paris, där han springer på 4.50.81 minuter.[1]
- 22 juli – Saïd Aouita, Marocko, noterar världsrekord på herrarnas 5 000 meter löpning på Stadio Olimpico i Rom, där han springer på 12.58.39 minuter.[1]
- 30 juli–2 augusti – Svenska mästersakpen avgörs i Gävle.[1]
- 22–23 augusti – Finnkampen avgörs på Stockholms stadion. Finland vinner herrkampen med 210,5–197,5 och damkampen med 165–157. Finland vinner även båda ungdomskamperna.[1]
- 29 augusti–6 september – Världsmästerskapen avgörs på Stadio Olimpico i Rom.[1]
- 4 oktober – Tommy Ekblom, Finland, vinner herrklassen medan Ingrid Kristiansen, Norge, vinner damklassen vid Lidingöloppet.[1]
- 31 december – Rolando Vera, Ecuador, vinner herrklassen och Martha Thenório, Ecuador, vinner damklassen vid Sylvesterloppet i São Paulo.[17]
- Toshihiko Seko, Japan vinner herrklassen vid Boston Marathon.[18] medan Rosa Mota, Portugal vinner damklassen.[19]
- Patrik Sjöberg blir världsmästare i höjdhopp.

### Golf

#### Herrar
- 2 augusti – Gordon Brand Junior, Storbritannien, vinner SEO på Ullnabanan före Magnus Persson, Sverige.[1]
- Mest vunna prispengar på PGA-touren:  Curtis Strange, USA, med $925 941
- Mest vunna prispengar på Champions Tour (Senior-touren): Chi Chi Rodriguez, Puerto Rico, med $509 145
- Ryder Cup: Europa besegrar USA med 15–13

##### Majorstävlingar
- The Masters – Larry Mize, USA
- US Open – Scott Simpson, USA
- 19 juli – Nick Faldo, England, vinner British Open.[1]
- PGA Championship – Larry Nelson, USA

#### Damer
- Mest vunna prispengar på LPGA-touren: Ayako Okamoto, Japan, med $466 034

##### Majorstävlingar
- Kraft Nabisco Championship – Betsy King, USA
- LPGA Championship – Jane Geddes, USA
- US Womens Open – Laura Davies, England
- Du Maurier Classic – Jody Rosenthal, USA

### Handboll
- 5 april – Redbergslids IK blir svenska herrmästare.[1]

### Hastighetsåkning på skridskor
- 24–25 februari – Nikolaj Guljajev, Sovjet, blir herr-Europamästare i Trondheim före Michael Hadschieff, Österrike och Hein Vergeer, Nederländerna.[1]
- 31 januari–1 februari – Karin Kania-Enke, Östtyskland, blir dam-sprintvärldsmästare i Saint Froy före Boonie Blair, USA och Christa Rothenburger, Östtyskland.[1]
- 7–8 februari – Karin Kania-Enke, Östtyskland, blir damvärldsmästare i West Allis före Andrea Ehrig, Östtyskland och Yvonne Vangennip, Nederländerna.[1]
- 14–15 februari – Nikolaj Guljajev, Sovjet, blir herrvärldsmästare i Heerenveen före Oleg Bozjev, Sovjet, och Michael Hadschieff, Österrike, då tävlingarna för första gången avgörs inomhus.[1]

### Hästsport

#### Galopp
- 25 juli – Svenskt galoppderby avgörs på Jägersro.[1]

#### Hästhoppning
- 5 april – Världscupen i hästhoppning avslutas i Göteborg.[1]

#### Travsport
- 11 april – Olympiatravet avgörs på Åbybanan.[1]
- 23 maj – Utah Bulwark vinner Elitloppet på Solvalla.[1]
- 22 augusti – Svenska Callit med Karl O. Johansson i sulkyn vinner Världsmästerskapen på Roosevelt Raceway.[1]
- 6 september – Svenskt travderby avgörs på Jägersro.[1]

### Innebandy
- 5 april – IBK Lockerud blir svenska herrmästare genom att finalslå IBK Strandgården med 2–0 i Mölnlycke.[20]

### Ishockey
- 4 januari – Finland vinner juniorvärldsmästerskapet i Tjeckoslovakien före Tjeckoslovakien och Sverige.[21]
- 15 mars – IF Björklöven vinner sitt första svenska mästerskap efter slutspelsvinst över Färjestads BK med 3 matcher mot 1.[22]
- 21–26 april – Internationell landslagsverksamhet för damer kommer igång med en turnering i Ontario som Kanada vinner före Ontario och USA.[23]
- 29 april – Grekland inträder i IIHF.[24]
- 3 maj – Sverige blir i Wien världsmästare för första gången sedan 1962, och totalt för fjärde gången. På andra plats kommer Sovjetunionen och trea blir Tjeckoslovakien.[25]
- 31 maj – Stanley Cup vinns av Edmonton Oilers som besegrar Philadelphia Flyers med 4 matcher mot 3 i slutspelet.[26]
- 15 september – Kanada besegrar Sovjet med 6–5 i avgörande finalen av Canada Cup i Hamilton.[27]
- 27 september – CSKA Moskva, Sovjet, vinner Europacupen i Lugano före VSZ Košice, Tjeckoslovakien och Färjestads BK, Sverige.[28]
- 22 december – Kanada vinner Izvestijaturneringen i Moskva före Sovjet och Sverige.[29]

### Kanotsport
- 22–23 augusti – Världsmästerskapen avslutas i Duisburg. Ungern blir bästa nation före Östtyskland och Sovjet.[1]

### Konståkning
- 7 februari – Europamästerskapen i Sarajevo avslutas.[1]
- 14 mars – Världsmästerskapen i Cincinnati avslutas.[1]

- VM
  - Herrar – Brian Orser, Kanada
  - Damer – Katarina Witt, DDR
  - Paråkning – Jekaterina Gordejeva & Sergej Grinkov, Sovjetunionen
  - Isdans – Natalia Bestemianova & Andrej Bukin, Sovjetunionen

### Modern femkamp
- 16 augusti – Världsmästerskapen i Moulins avslutas.[1]

### Motorsport

#### Formel 1
- 15 november – Världsmästare blir Nelson Piquet, Brasilien.

#### Rally
- 25 november – Juha Kankkunen, Finland vinner rally-VM.

#### Speedway
- 6 september – Hans Nielsen, Danmark blir världsmästare i Amsterdam före Erik Gundersen, Danmark och Sam Ermolenko, USA.[1]

#### Sportvagnsracing
- Brasilianaren Raul Boesel vinner sportvagns-VM.
- Derek Bell, Hans-Joachim Stuck och Al Holbert vinner Le Mans 24-timmars med en Porsche 962C.

### Orientering
- 3–5 september – Världsmästerskapen avgörs i Gérardmer.[30]
- 2–3 maj – Tiomila avgörs i Gimo.[1]
- 24 juli – Femdagarsloppet avslutas.[1]
- Annichen Kringstad vinner 5-dagarsorienteringen för femte gången.

### Schack
- 19 december – Garri Kasparov, Sovjet, besegrar Anatolij Karpov, Sovjet, i Sevilla och utjämnar till 12–12.[1]

### Segling
- 1–4 februari – Stars and Stripes, USA vinner America's Cup utanför Femtantle efter finalseger mot Kookaburra III, Australien med 4–0 i seglingar.[1]

### Simning
- 31 juli–2 augusti – Svenska långbanemästerskapen i Göteborg avgörs.[1]
- 23 augusti – Europamästerskapen i Strasbourg avslutas. Östtyskland blir bästa nation.[1]

#### EM
- Vid EM i simning uppnår svenska simmare följande resultat:
  - 200 m frisim, herrar – 1 Anders Holmertz
  - Lagkapp 4 x 200 m frisim, herrar – 3. Sverige

### Skidor, alpina grenar
- 27 januari–8 februari – Världsmästerskapen avgörs i Crans-Montana. Schweiz erövrar åtta av tio guld.[1]
- 22 mars – Världscupen avslutas i Sarajevo.[1]

#### Herrar
- Ingemar Stenmark och Jonas Nilsson dubbelsegrar i världscupen vid slalompremiären i Sestriere Italien.

##### VM
- - Slalom
- 1 Frank Wörndl, Västtyskland
- 2 Günther Mader, Österrike
- 3 Armin Bittner, Västtyskland
  - Storslalom
- 1 Pirmin Zurbriggen, Schweiz
- 2 Marc Girardelli, Luxemburg
- 3 Alberto Tomba, Italien
  - Super G
- 1 Pirmin Zurbriggen, Schweiz
- 2 Marc Girardelli, Luxemburg
- 3 Markus Wasmeier, Västtyskland
  - Störtlopp
- 1 Peter Müller, Schweiz
- 2 Pirmin Zurbriggen, Schweiz
- 3 Karl Alpiger, Schweiz
  - Kombination
- 1 Marc Girardelli, Luxemburg
- 2 Pirmin Zurbriggen, Schweiz
- 3 Günther Mader, Österrike

##### Världscupen
- Totalsegrare: Pirmin Zurbriggen, Schweiz
- Slalom: Bojan Križaj, Jugoslavien
- Storslalom: Joel Gaspoz, Schweiz & Pirmin Zurbriggen, Schweiz
- SuperG: Pirmin Zurbriggen, Schweiz
- Störtlopp: Pirmin Zurbriggen, Schweiz

##### SM
- - Slalom vinns av Mats Ericsson, Järfälla AK. Lagtävlingen vinns av Kiruna BK
  - Storslalom vinns av Rickard Andersson, Luleå AK. Lagtävlingen vinns av Sälens IF.
  - Störtlopp vinns av Sverker Axdal, Åre SLK. Lagtävlingen vinns av Åre SLK.

#### Damer
- 12–21 februari – Världsmästerskapen avgörs i Oberstdorf.[1]

##### VM
- - Slalom
- 1 Erika Hess, Schweiz
- 2 Roswitha Steiner, Österrike
- 3 Mateja Svet, Jugoslavien
  - Storslalom
- 1 Vreni Schneider, Schweiz
- 2 Mateja Svet, Jugoslavien
- 3 Maria Walliser, Schweiz
  - Super G
- 1 Maria Walliser, Schweiz
- 2 Michela Figini, Schweiz
- 2 Mateja Svet, Jugoslavien
  - Störtlopp
- 1 Maria Walliser, Schweiz
- 2 Michela Figini, Schweiz
- 3 Regine Mösenlechner, Västtyskland
  - Kombination
- 1 Erika Hess, Schweiz
- 2 Sylvia Eder, Österrike
- 3 Tamara McKinney, USA

##### Världscupen
- 4 januari – Camilla Nilsson, Sverige, vinner en världsdeltävling i Maribor, som första svenska dam.[1]
- Totalsegrare: Maria Walliser, Schweiz
- Slalom: Corinne Schmidhauser, Schweiz
- Storslalom: Vreni Schneider, Schweiz & Maria Walliser, Schweiz
- SuperG: Maria Walliser, Schweiz
- Störtlopp: Michela Figini, Schweiz

##### SM
- - Slalom vinns av Catarina Rosenqvist, Finnvedens SLK, Värnamo. Lagtävlingen vinns av Östersund-Frösö SLK.
  - Storslalom vinns av Monica Äije, Gällivare SK . Lagtävlingen vinns av Östersund-Frösö SLK.
  - Störtlopp vinns av Helena Kalte, Nolby Alpina SK. Lagtävlingen vinns av Nolby Alpina SK.

### Skidor, nordiska grenar
- 26–31 januari – Gunde Svan och Marie-Helene Westin dominerar svenska mästerskapen i längdskidåkning i Örnsköldsvik.[1]
- 19–21 mars – Världscupen i längdskidåkning avslutas med Holmenkollen.[1]

#### Herrar

##### VM
- - 15 km
- 1 Marco Albarello, Italien
- 2 Thomas Wassberg, Sverige
- 3 Michail Devjatiarov, Sovjetunionen
  - 30 km
- 1 Thomas Wassberg, Sverige
- 2 Aki Karvonen, Finland
- 3 Christer Majbäck, Sverige
  - 50 km
- 1 Maurilio De Zolt, Italien
- 2 Thomas Wassberg, Sverige
- 3 Torgny Mogren, Sverige
  - Stafett 4 x 10 km
- 1 Sverige
- 2 Sovjetunionen
- 3 Norge

##### Världscupen
- 1 Torgny Mogren, Sverige
- 2 Thomas Wassberg, Sverige
- 3 Gunde Svan, Sverige

##### Övrigt
- 1 mars – Anders Larsson, Bondsjöhöjden vinner Vasaloppet.[31] som genomförs i –9,5°.[32]

##### SM
- 15 km (K) vinns av Gunde Svan, Dala-Järna IK. Lagtävlingen vinns av Åsarna IK.
- 30 km (K) vinns av Gunde Svan, Dala-Järna IK. Lagtävlingen vinns av Åsarna IK.
- 50 km (F) vinns av Torgny Mogren, Åsarna IK. Lagtävlingen vinns av Åsarna IK.
- Stafett 3 x 10 km (F) vinns av Åsarna IK med laget  Jan Ottosson, Thomas Wassberg och Torgny Mogren .

#### Damer

##### VM
- - 5 km
- 1 Marjo Matikainen, Finland
- 2 Anfisa Reztsova, Sovjetunionen
- 3 Evi Kratzer, Schweiz
  - 10 km
- 1 Anne Jahren, Norge
- 2 Marjo Matikainen, Finland
- 3 Britt Pettersen, Norge
  - 20 km
- 1 Marie-Helene Westin, Sverige
- 2 Anfisa Reztsova, Sovjetunionen
- 3 Larissa Lazutina, Sovjetunionen
  - Stafett 4 x 5 km
- 1 Sovjetunionen
- 2 Norge
- 3 Sverige

##### Världscupen
- 1 Marjo Matikainen-Kallström, Finland
- 2 Anfisa Reztsova, Sovjetunionen
- 3 Marianne Dahlmo, Norge

##### SM
- 5 km (K) vinns av Marie-Helene Westin, Sollefteå SK. Lagtävlingen vinns av IFK Mora.
- 10 km (K) vinns av Annika Dahlman, IFK Lidingö. Lagtävlingen vinns av Stockviks IF.
- 20 km (F) vinns av Marie-Helene Westin, Sollefteå SK. Lagtävlingen vinns av Sollefteå SK.
- Stafett 3 x 5 km (F) vinns av Sollefteå SK med laget  Eva Korpela, Lis Frost och Marie-Helene Westin .

### Skidskytte

#### Herrar

##### VM
- Sprint 10 km
  - 1 Frank-Peter Roetsch, DDR
  - 2 Mathias Jacob, DDR
  - 3 André Sehmisch, DDR
- Distans 20 km
  - 1 Frank-Peter Roetsch, DDR
  - 2 Josh Thompson, USA
  - 3 Jan Matouš, Tjeckoslovakien
- Stafett 4 x 7,5 km
  - 1 DDR – Matthias Wirth, Frank-Peter Roetsch, Mathias Jacob & André Sehmisch
  - 2 Sovjetunionen – Dimitrij Vasiljev, Jurij Kasjkarov, Aleksandr Popov & Valerij Medvedzev
  - 3 Västtyskland – Ernst Reiter, Herbert Fritzenwänger, Peter Angerer & Fritz Fischer

##### Världscupen
- 1 André Sehmisch, DDR
- 2 Peter Angerer, Västtyskland
- 3 Mathias Jacob, DDR

#### Damer

##### VM
- Sprint 7,5 km
  - 1 Jelena Golovina, Sovjetunionen
  - 2 Verena Tjernychova, Sovjetunionen
  - 3 Anne Elvebakk, Norge
- Distans 10 km
  - 1 Sanna Grønlid, Norge
  - 2 Kaja Parve, Sovjetunionen
  - 3 Tuija Vuoksiala, Finland
- Stafett 3 x 5 km
  - 1 Sovjetunionen – Jelena Golovina, Verena Tjernychova & Kaja Parve
  - 2 Sverige – Inger Björkbom, Mia Stadig & Eva Korpela
  - 3 Norge – Anne Elvebakk, Sanna Grønlid & Siv Bråten-Lunde

##### Världscupen
- 1 Eva Korpela, Sverige
- 2 Sanna Grønlid, Norge
- 3 Lise Meloche, Kanada

### Tennis

#### Herrar
- 2 augusti – Joakim Nyström, Sverige, vinner Swedish Open i Båstad genom att finalbesegra Stefan Edberg, Sverige med 2–1 i set.[1]
- 8 november – Stefan Edberg, Sverige, vinner Stockholm Open genom att finalbesegra 21-årige Jonas B. Svensson, Sverige, och blir därmed första svenska att vinna turneringen två gånger i rad.[1]

- Tennisens Grand Slam:
  - 25 januari – Stefan Edberg, Sverige vinner Australiska öppna genom att finalslå Pat Cash, Australien med 3–2 i set.[1]
  - 7 juni – Ivan Lendl, Tjeckoslovakien vinner Franska öppna genom att finalslå Mats Wilander, Sverige med 3–1 i set.[1]
  - Wimbledon – Pat Cash, Australien
  - 14 september – Ivan Lendl, Tjeckoslovakien vinner US Open genom att finalslå Mats Wilander, Sverige med 3–1 i set.[1]
- 7 december – Ivan Lendl, Tjeckoslovakien vinner Herrarnas Mastersfinal i New York med 3–0 i set mot Mats Wilander, Sverige.[1]
- 20 december – Davis Cup: Sverige finalbesegrar Indien med 5–0 i Göteborg.[33]

#### Damer
- Tennisens Grand Slam:
  - Australiska öppna – Hana Mandlikova, Tjeckoslovakien
  - Franska öppna – Steffi Graf, Västtyskland
  - Wimbledon – Martina Navratilova, USA
  - US Open – Martina Navratilova, USA
- 2 augusti – Västtyskland vinner Federation Cup genom att finalbesegra USA med 2–1 i Vancouver.[34]
- 22 november – Steffi Graf, Västtyskland vinner Damernas Mastersfinal i Madison Square Garden i New York med 2–0 i set mot Martina Navratilova, USA.[1]

### Volleyboll
- 17 mars – Lidingö SK finalslår Sollentuna VK med 3–0 i matcher och blir svenska herrmästare.[1]
- 18 mars – Sollentuna VK finalslår Vallentuna VBK med 3–1 i matcher och blir svenska herrmästare.[1]
- 25 september – I Gent avgörs Europamästerskapen i volleyboll för både herrar och damer. Sovjet vinner herrarnas final mot Frankrike med 3–1.[35], medan Östtyskland vinner damernas final mot Sovjet med 3–2.[36]

## Evenemang
- VM i bandy anordnas i Stockholm Sverige
- VM i bordtennis anordnas i New Delhi, Indien
- VM på cykel anordnas i Villach Österrike
- VM i curling för damer anordnas i Chicago, USA
- VM i curling för herrar anordnas i Vancouver British Columbia, Kanada
- VM i friidrott anordnas i Rom Italien
- VM i ishockey anordnas i Wien Österrike
- VM i konståkning anordnas i Cincinnati USA
- VM på skidor, alpina grenar anordnas i Crans Montana, Schweiz
- VM på skidor, nordiska grenar anordnas i Oberstdorf Västtyskland
- VM i skidskytte, herrar anordnas i Lake Placid USA
- VM i skidskytte, damer anordnas i Lahtis Finland
- EM i basket anordnas i Aten Grekland
- EM I brottning anordnas i Tammerfors Finland
- EM i simning anordnas i Strasbourg, Frankrike

## Födda
- 18 januari – Johan Djourou, schweizisk fotbollsspelare.
- 8 februari – Francesc Fàbregas, spansk fotbollsspelare.
- 11 februari – Luca Antonelli, italiensk fotbollsspelare.
- 14 februari – Vlora Bajraktaraj, svensk fotbollsspelare.
- 16 februari
  - Willy Aubameyang, fransk fotbollsspelare.
  - Luc Bourdon, kanadensisk ishockeyspelare.
- 21 februari – Carlos Carmona, chilensk fotbollsspelare.
- 24 februari – Gastone Bottini, italiensk fotbollsspelare.
- 28 februari – Tariku Bekele, etiopisk friidrottare.
- 7 mars
  - Hatem Ben Arfa, fransk fotbollsspelare.
  - Nicklas Bergfors, svensk ishockeyspelare.
- 13 mars – Marco Andretti, amerikansk racerförare.
- 14 mars – Sebastian Castro-Tello, svensk fotbollsspelare.
- 19 mars – Roman Jeremenko, finländsk fotbollsspelare.
- 20 mars – Jô, brasiliansk fotbollsspelare.
- 31 mars – Amaury Bischoff, fransk-portugisisk fotbollsspelare.
- 7 april – Martín Cáceres, uruguayansk fotbollsspelare.
- 8 april – Royston Drenthe, nederländsk fotbollsspelare.
- 9 april – Verónica Boquete, spansk fotbollsspelare.
- 10 april – Fernando Gago, argentinsk fotbollsspelare.
- 19 april – Maria Sjarapova, rysk tennisspelare.
- 22 april – Juan Pablo Arenas, chilensk fotbollsspelare.
- 29 april – Alejandro Bedoya, amerikansk fotbollsspelare.
- 12 maj – Alexander Hysén, svensk fotbollsspelare.
- 22 maj
  - Michail Aljosjin, rysk racerförare.
  - Novak Đoković, serbisk tennisspelare.
- 12 juni
  - Antonio Barragán, spansk fotbollsspelare.
  - Milan Barjaktarevic, svensk fotbollsspelare.
- 14 juli – Igor Armas, moldavisk fotbollsspelare.
- 7 augusti – Sidney Crosby, kanadensisk ishockeyspelare.
- 5 september – Admir Ćatović, svensk fotbollsspelare.
- 13 september – Fraizer Campbell, engelsk fotbollsspelare.
- 14 november – Kebba Ceesay, svensk fotbollsspelare.
- 22 november – Marouane Fellaini, belgisk fotbollsspelare.
- 23 november – Nicklas Bäckström, svensk ishockeyspelare.
- 13 december – Albert Adomah, engelsk fotbollsspelare.
- 18 december – Miki Ando, japansk konståkare.
- 19 december – Karim Benzema, fransk fotbollsspelare.
- 21 december – Denis Aleksejev, rysk friidrottare.
- 30 december
  - Thomaz Bellucci, brasiliansk tennisspelare.
  - Jeanette Ottesen, dansk simmare.

## Avlidna
- 10 januari – Håkan Malmrot, 86, svensk simmare.
- 27 januari – Ove Rainer, 61, svensk politiker och idrottsledare.[1]
- 12 februari – Dennis Poore, 70, brittisk racerförare.
- 17 april – Hans Lindh, 56, svensk konståkare.
- 9 juni – Gustaf Håkansson ("Stålfarfar"), 101, svensk cyklist.[1]
- 7 november – Arne Borg, 86, svensk simmare.[1]
- 13 november – Joseph Phillips, 76, indisk landhockeyspelare.
- 18 november – Jacques Anquetil, 53, fransk cyklist.

## Bildade föreningar och klubbar
- 20 november – Umeå FC[37]

### Fotnoter
1. 1 2 3 4 5 6 7 8 9 10 11 12 13 14 15 16 17 18 19 20 21 22 23 24 25 26 27 28 29 30 31 32 33 34 35 36 37 38 39 40 41 42 43 44 45 46 47 48 49 50 51 52 53 54 55 56 57 58 59 60 61 62 63 64 65 66 67 68 69 70 71 72 73 74 75 76 77 78 79 80   Horisont 1987. Bertmarks
2. ↑  ”World Championships 1986/87” (på engelska). Bandysidan. http://www.bandysidan.nu/event.php?EVID=75. Läst 20 augusti 2011.
3. ↑  Erik Jonsson (21 mars 1987). ”1980–1989”. Svenska Bandyförbundet. Arkiverad från originalet den 17 mars 2020. https://web.archive.org/web/20200317214724/https://www.svenskbandy.se/BANDYFINALEN/HISTORIK/Svenskamastare/Damer/1980-1989. Läst 18 mars 2020.
4. ↑  Erik Jonsson (22 mars 1987). ”1980–1989”. Svenska Bandyförbundet. https://www.svenskbandy.se/BANDYFINALEN/HISTORIK/Svenskamastare/Herrar/1980-1989/. Läst 18 mars 2020.
5. ↑  Jimmy Andersson. ”Slutspelet 1986/87”. Jimbo Bandy. Arkiverad från originalet den 24 maj 2012. https://archive.is/20120524221114/http://www.jimbobandy.nu/80-tal/87_slut.html. Läst 20 augusti 2011.
6. ↑  Jimmy Andersson. ”Europacupen spelprogram 1987”. Jimbo Bandy. Arkiverad från originalet den 13 maj 2008. https://web.archive.org/web/20080513102727/http://www.jimbobandy.nu/hyllan/europacup.html. Läst 2 september 2011.
7. ↑  ”1987 World Series” (på engelska). Baseball-Reference.com. http://www.baseball-reference.com/postseason/1987_WS.shtml. Läst 9 juli 2015.
8. ↑  ”Sport Statistics”. Arkiverad från originalet den 18 juni 2011. https://web.archive.org/web/20110618003613/http://www.todor66.com/basketball/Europe/Men_1987.html. Läst 24 augusti 2011.
9. ↑  ”Basketball Reference”. http://www.basketball-reference.com/leagues/NBA_1987_games.html. Läst 25 augusti 2011.
10. ↑  ”Sport Statistics”. Arkiverad från originalet den 24 maj 2012. https://web.archive.org/web/20120524142332/http://todor66.com/basketball/Europe/Women_1987.html. Läst 24 augusti 2011.
11. 1 2 3  ”European Competitions 1986-87” (på engelska). RSSSF. http://www.rsssf.com/ec/ec198687.html. Läst 16 augusti 2011.
12. ↑  ”England FA Challenge Cup 1986-1987” (på engelska). RSSSF. http://www.rsssf.com/tablese/engcup1987.html. Läst 19 augusti 2012.
13. ↑  ”European Women Championship 1985-87” (på engelskahämtdatum=16 augusti 2011). RSSSF. http://www.rsssf.com/tablese/eur-women87.html.
14. ↑  Jimmy Lindahl (25 maj 2005). ”Svenska cupen – finalmatcher”. Bolletinen. http://www.bolletinen.se/sfs/pdf/stat_h_allsvens_1941_2005_stat_herr_cupen_finalmatcher.pdf. Läst 21 augusti 2012.
15. ↑  ”Copa América 1987” (på engelska). RSSSF. http://www.rsssf.com/tables/87safull.html. Läst 16 augusti 2011.
16. ↑  Jimmy Lindahl (25 maj 2005). ”Svenska cupen för damer”. Bolletinen. http://www.bolletinen.se/sfs/pdf/stat_d_lanslag_19981_2005_sv_cup_damer.pdf. Läst 21 augusti 2012.
17. ↑  ”1980” (på portugisiska). Sylvesterloppet. Arkiverad från originalet den 25 februari 2014. https://web.archive.org/web/20140225133111/http://www.saosilvestre.com.br/1980/item/1980. Läst 19 augusti 2012.
18. ↑  ”Boston Marathon”. Arkiverad från originalet den 27 april 2015. https://web.archive.org/web/20150427035419/http://www.baa.org/races/boston-marathon/boston-marathon-history/past-champions/past-mens-open-champions.aspx. Läst 9 april 2011.
19. ↑  ”Boston Marathon”. Arkiverad från originalet den 7 mars 2012. https://web.archive.org/web/20120307073943/http://www.baa.org/races/boston-marathon/boston-marathon-history/past-champions/past-womens-open-champions.aspx. Läst 9 april 2011.
20. ↑  ”Datum i innebandyhistorien”. Svenska Innebandyförbundet. Arkiverad från originalet den 15 maj 2021. https://web.archive.org/web/20210515132333/https://epiadmin.innebandy.se/sv/StatistikHistorik/Datum-i-innebandyhistorien/. Läst 22 augusti 2011.
21. ↑  ”Championnat du monde 1987 des moins de 20 ans” (på franska). Hockey Archives. 4 januari 1987. https://www.hockeyarchives.info/U-20_1987.htm. Läst 9 september 2012.
22. ↑  ”Championnat de Suède 1986/87” (på franska). Hockey Archives. 15 mars 1987. https://www.hockeyarchives.info/Suede1987.htm. Läst 15 augusti 2011.
23. ↑  ”Matches internationaux féminins 1986/87” (på franska). Hockey Archives. 26 april 1987. https://www.hockeyarchives.info/intfem1987.htm. Läst 16 augusti 2011.
24. ↑  ”Greece” (på engelska). International Ice Hockey Federation. 29 april 1987. https://www.iihf.com/en/associations/347/greece. Läst 21 augusti 2011.
25. ↑  ”Championnats du monde 1987” (på franska). Hockey Archives. 3 maj 1987. https://www.hockeyarchives.info/mondial1987.htm. Läst 15 augusti 2011.
26. ↑  ”NHL 1986/87” (på franska). Hockey Archives. https://www.hockeyarchives.info/NHL1987.htm. Läst 23 mars 2020.
27. ↑  ”Coupe Canada 1987” (på franska). Hockey Archives. 15 september 1987. https://www.hockeyarchives.info/coupecanada1987.htm. Läst 15 augusti 2011.
28. ↑  ”Coupe d'Europe 1986/87” (på franska). Hockey Archives. 2y september 1987. https://www.hockeyarchives.info/Europe1987.htm. Läst 9 september 2012.
29. ↑  ”Matches internationaux 1987/88” (på franska). Hockey Archives. 22 december 1987. https://www.hockeyarchives.info/inter1988.htm. Läst 20 augusti 2012.
30. ↑  ”World Orienteering Championships 1987” (på engelska). http://orienteering.org/events/?event_id=27. Läst 20 augusti 2012.
31. ↑  ”Historiska segrare”. Vasaloppet. Arkiverad från originalet den 22 mars 2020. https://web.archive.org/web/20200322121012/https://www.vasaloppet.se/wp-content/uploads/sites/1/2019/09/historiska_segrare_vasaloppet_sve_2019-09-18.pdf. Läst 5 september 2011.
32. ↑  ”Vasaloppet laddar för vårvärmen”. Vasaloppet. 14 mars 2014. https://www.vasaloppet.se/nyheter/vasaloppet-laddar-for-varvarmen/. Läst 22 juli 2015.
33. ↑  ”Davis Cup”. http://www.daviscup.com/en/results/tie/details.aspx?tieId=10004209. Läst 20 augusti 2011.
34. ↑  ”Fed Cup”. Arkiverad från originalet den 24 mars 2012. https://web.archive.org/web/20120324021735/http://www.fedcup.com/en/results/tie/details.aspx?tieId=20005821. Läst 21 augusti 2011.
35. ↑  ”Sport Statistics”. Arkiverad från originalet den 26 juni 2015. https://web.archive.org/web/20150626142837/http://todor66.com/volleyball/Europe/Men_1987.html. Läst 24 augusti 2011.
36. ↑  ”Sport Statistics”. Arkiverad från originalet den 1 mars 2011. https://web.archive.org/web/20110301110602/http://todor66.com/volleyball/Europe/Women_1987.html. Läst 24 augusti 2011.
37. ↑  Martin Alsiö (25 maj 2004). ”De allsvenska klubbarnas födelsedagar”. Bolletinen. http://www.bolletinen.se/sfs/allsvenskan/grundades.pdf. Läst 18 februari 2015.